# 北京广播电视台体育休闲频道
北京广播电视台体育休闲频道，或称BRTV体育休闲频道，是北京广播电视台的一个以体育赛事为主的电视频道。

## 简介
频道本身的前身是1999年12月27日开播的北京电视台科教频道（BTV-3），以科技、教育、法制节目为主。2003年SARS疫情期间，该频道曾与CETV-4一起专为北京及周边地区的当时停课在家的中小学生提供教育教学类、文艺科普类及心理辅导类节目。
另外，北京广播电视台最早的体育频道为北京电视台体育频道，其前身为1993年开播的北京有线电视台第三套节目，之后随着有线电视台网分离而并入北京电视台，成为北京电视台的第六套节目。为迎接2022年冬季奥林匹克运动会，2019年5月10日，北京体育频道与纪实高清频道合并为冬奥纪实频道，大部分体育节目和赛事转播得以保留。
2022年9月21日6:00，BRTV科教频道改为体育休闲频道，仍仅在北京落地。原科教频道的节目（如《法治进行时》《最北京》《记忆》等）改在纪实科教频道（原冬奥纪实频道）播出。原冬奥纪实频道的体育节目（包括《天天体育》《足球100分》等栏目及中超、CBA等赛事）改在该频道播出，因冬奥纪实频道开播而转到生活频道播出的《欢乐二打一》也改在体育休闲频道播出。